# Carla von Stackelberg
Carla Margarethe Erna Theodora Adelhaid von Stackelberg geb. Menzel (* 17. Januar 1889 in Oppeln; † 11. November 1948 in Allstedt) war eine deutsche Drehbuchautorin.

## Leben und Wirken
Die Tochter des Geheimen Regierungsrats Curt Menzel und seiner Frau Hedwig geb. Willdenow besuchte Höhere Mädchenschulen in Danzig und Halle an der Saale. 1912 heiratete sie den Stabsrittmeister Herbert von Stackelberg (1876–1914) aus dem Adelsgeschlecht von Stackelberg und lebte mit ihm fortan auf dem Familiensitz in Arensburg auf der Ostseeinsel Ösel. Bereits 1914 verwitwet, flüchtete Carla von Stackelberg 1917 nach der Oktoberrevolution mit ihren beiden Kindern, dem späteren Marktforscher und Autor Karl-Georg von Stackelberg (1913–1980) und der Tochter Vera (1914–1979), ins Deutsche Reich, wo sie sich zunächst häuslichen bzw. familiären Aufgaben widmete.
Zur Filmbranche stieß Carla von Stackelberg 1933, als sie zur Presse- und Werbechefin der Kollektiv-Film ernannt wurde und bei der Produktion von Anna und Elisabeth als Assistentin Frank Wysbars mitwirkte. In den beiden darauffolgenden Jahren war sie bei der Terra Film als Lektorin, Dramaturgin und Besetzungschefin angestellt. Bekanntheit erlangte sie durch ihr Drehbuch zum ersten deutschen Tonfilm nach einem Sherlock-Holmes-Krimi Der Hund von Baskerville.
Zuletzt lebte Carla von Stackelberg in der sächsisch-anhaltinischen Kleinstadt Allstedt, die damals in der Sowjetischen Besatzungszone lag. Sie starb 1948 an einer Angina pectoris.